# Serock (Mazovië)
Serock is een stad in het Poolse woiwodschap Mazovië, gelegen in de powiat Legionowski. De oppervlakte bedraagt 12,48 km², het inwonertal 3616 (2005).

## Verkeer en vervoer
- Station Serock